# 多洛尔丝·蒙特塞拉特
多洛尔丝·蒙特塞拉特·蒙特塞拉特（1973年9月18日—）是西班牙律師，人民党政治人物，歐洲議會議員。2016年至2018年在第二次拉霍伊内阁中出任卫生、社会福利与平等大臣。

## 经历
出生于加泰罗尼亚诺亚河畔圣萨杜尔尼。在美国田納西州孟菲斯读完中学后，返回西班牙，在巴塞罗那CEU奥利瓦大学获得法学执业学位。后在多地进修和实习，1997年至2004年担任职业律师，是巴塞罗那律师协会成员。
从2003年起，当选家乡诺亚河畔圣萨杜尔尼市议会议员。在2008年西班牙大选中当选众议院议员，并在2011年连任。同年12月被任命为众议院第三副议长。2012年5月，她开始担任加泰罗尼亚人民党组织与社会行动部门副秘书。
2016年11月在第二次拉霍伊内阁中出任卫生、社会福利与平等大臣。2018年5月29日，她的预算案遭到国会否决。随后在政府不信任案投票后下台。在拉霍伊下台后，巴勃羅·卡薩多于7月26日当选为新任人民党主席。她被任命为人民党在众议院发言人。
在2019年歐洲議會選舉中，她当选为议员。